# Lijst van wapens van voormalige Groningse gemeenten
Dit artikel bevat een lijst van wapens van voormalige Groninger gemeenten. De lijst is alfabetisch gesorteerd.

## A

Wapen van Adorp (1903-1989)
Wapen van Aduard (1892-1989)
Wapen van Appingedam (1819-1964)
Wapen van Appingedam (1964-2020)

## B

Wapen van Baflo (1892-1989)
Wapen van Bedum (1892-2018)
Wapen van Beerta (1870-1991)
Wapen van Bellingwedde (1969-2017)
Wapen van Bellingwolde (1894-1967)
Wapen van Bierum (1892-1989)

## D

Wapen van De Marne (1990-2018)
Wapen van Delfzijl (1887-1960)
Wapen van Delfzijl (1960-1991)
Wapen van Delfzijl (1991-2020)

## E

Wapen van Eemsmond (1991-2018)
Wapen van Eenrum (1913-1989)
Wapen van Ezinge (1902-1989)

## F

Wapen van Finsterwolde (1870-1989)

## G

Wapen van Grijpskerk (1903-1989)
Wapen van Grootegast (1889-2018)

## H

Wapen van Haren (1914-2018)
Wapen van Hefshuizen (1979-1991)
Wapen van Hoogezand (1821-1949)
Wapen van Hoogezand-Sappemeer (1951-2017)
Wapen van Hoogkerk (1909-1968)

## K

Wapen van Kantens (1903-1989)
Wapen van Kloosterburen (1904-1989)

## L

Wapen van Leek (1902-2018)
Wapen van Leens (1886-1989)
Wapen van Loppersum (1871-1991)
Wapen van Loppersum (1991-2020)

## M

Wapen van Marum (1928-2018)
Wapen van Meeden (1951-1989)
Wapen van Menterwolde (1990-2017)
Wapen van Middelstum (1853-1989)
Wapen van Midwolda (1894-1989)
Wapen van Muntendam (1929-1989)

## N

Wapen van Nieuwe Pekela (1903-1989)
Wapen van Nieuweschans (1950-1989)
Wapen van Nieuwolda (1931-1989)
Wapen van Noordbroek (1950-1965)
Wapen van Noorddijk (1920-1968)

## O

Wapen van Oldehove (1888-1989)
Wapen van Oldekerk (1930-1989)
Wapen van Onstwedde (1935-1968)
Wapen van Oosterbroek (1966-1989)
Wapen van Oude Pekela (1853-1989)

## R

Wapen van Reiderland (1991-2009)

## S

Wapen van Sappemeer (1882-1949)
Wapen van Scheemda (1904-1991)
Wapen van Scheemda (1991-2009)
Wapen van Slochteren (1899-1953)
Wapen van Slochteren (1953-2017)
Wapen van Stedum (1891-1989)

## T

Wapen van Ten Boer (1912-2018)
Wapen van Termunten (1940-1989)

## U

Wapen van Uithuizen (1886-1989)
Wapen van Uithuizermeeden (1886-1978)
Wapen van Ulrum (1890-1990)
Wapen van Usquert (1904-1989)

## V

Wapen van Vlagtwedde (1937-2017)

## W

Wapen van Warffum (1903-1989)
Wapen van Wedde (1884-1968)
Wapen van Wildervank (1890-1968)
Wapen van Winschoten (1853-1933)
Wapen van Winschoten (1933-2009)
Wapen van Winsum (1889-1992)
Wapen van Winsum (1992-2018)

## Z

Wapen van 't Zandt (1931-1989)
Wapen van Zuidbroek (1928-1965)
Wapen van Zuidhorn (1897-1899)
Wapen van Zuidhorn (1899-1991)
Wapen van Zuidhorn (1991-2018)